# Zainab Salbi
Zainab Salbi (en àrab: زينب سلبي, Bagdad, 24 de setembre del 1969) és una activista pels drets de les dones, escriptora, presentadora de programes de televisió i de podcasts iraquianoestatunidenca. Cofundà Women for Women International, una organització sense afany de lucre que ajuda dones afectades per la violència masclista. Presentava els programes de televisió Through Her Eyes i #MeToo, Now What?, sobre temes que afecten les dones. Des del 2022 presenta el podcàsting Redefined.
En les seues memòries de 2005 Between Two Worlds: Escape from Tyranny: Growing Up in the Shadow of Saddam, Salbi narra els seus primers anys de vida: nascuda a Bagdad d'un pare que fou pilot personal de Saddam Hussein, la seua família va arreglar el seu matrimoni i emigració als Estats Units, per a allunyar-la de Hussein, que li demostrava una atenció no desitjada. Als Estats Units, es va divorciar i començà la seua carrera. També és autora del llibre de no-ficció The Other Side of War: Women's Stories of Survival & Hope, que documenta les històries de dones supervivents de la Guerra d'Iraq.(1)

## Primers anys i educació
Salbi és una dona musulmana, nascuda el 1969 a Bagdad (Iraq). El 1971, es traslladà al districte de Mansour. La seua mare, Alia, era professora de biologia, i musulmana secular. Quan Salbi tenia 11 anys, son pare es va convertir en el pilot personal de Saddam Hussein, que visitava regularment la família a sa casa mentre era president de l'Iraq. La Guerra d'Iran-Iraq va ocórrer quan era una xiqueta. Va estudiar idiomes en una universitat iraquiana.
El 1990, a l'edat de 20 anys, Salbi fou enviada als Estats Units per a un matrimoni concertat. Es va divorciar, però no va poder tornar a l'Iraq perquè els nord-americans havien declarat la primera Guerra del Golf. Se n'anà a Washington DC, hi treballà de traductora i es va casar amb l'advocat palestinoestatunidenc Amjad Atallah. El 1996, aconseguí la ciutadania estatunidenca i es llicencià en sociologia i en estudis de la dona en la Universitat George Mason. Té un màster del 2001 en estudis de desenvolupament de l'Escola d'Economia de Londres.

## Carrera

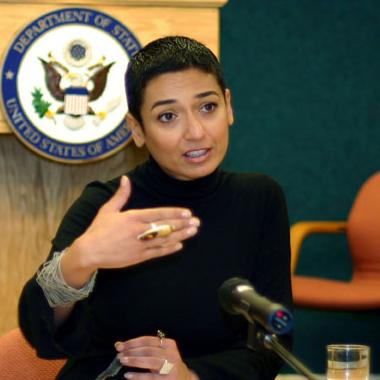
Salbi a Nova York, 2005

Mentre estudiava en la Universitat George Mason, es van fer públiques les violacions massives durant la Guerra de Bòsnia. El 1993, amb Atallah, crearen Women for Women International. Salbi en fou presidenta, i al principi se centraren en el suport a les dones de Bòsnia i Hercegovina i Croàcia, i més tard a l'Iraq, el 2003. El programa posava en contacte patrocinadors d'Amèrica del Nord amb dones de Bòsnia. Salbi va dirigir l'organització fins que hi renuncià al 2011: havien ajudat 315.000 dones i distribuït més de 108 milions de dòlars en ajuda directa i préstecs de microcrèdit. Entre els 185 estats on Women for Women International havia treballat hi ha l'Afganistan, Bòsnia, República Democràtica del Congo, Kosovo, Nigèria, Ruanda, Sudan i l'Iraq.
Salbi és una activista centrada en la violència sexual en les guerres. Va elaborar l'informe el 2003: Winning the Peace Conference Report: Women's Role in Post-Conflict l'Iraq, publicat per Dones que lluiten per la pau i el Centre Internacional per a Acadèmics Woodrow Wilson. Feu testimoni davant el Congrés dels Estats Units sobre aquest informe. El 2006, Salbi havia aparegut en The Oprah Winfrey Show sis vegades per parlar sobre el treball de Women for Women International. El mateix any, l'organització va rebre el Premi Humanitari Hilton de 1,5 milions de dòlars. Al gener de 2005, va elaborar un informe sobre una enquesta a mil dones iraquianes. L'informe mostrava les preocupacions de les dones sobre la seua seguretat durant la guerra.

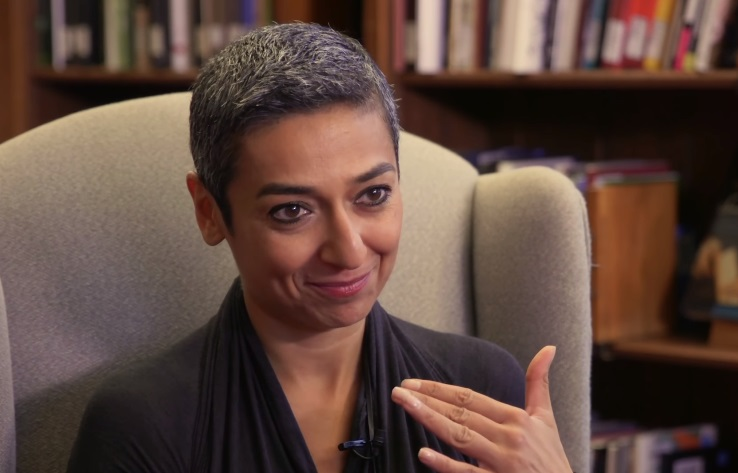
Salbi en Mount Holyoke College, 2016

El 2015, Salbi estrenà el programa d'entrevistes de TLC Aràbia The Calling, amb Oprah Winfrey en el primer programa. Es transmeté en 22 estats de l'Orient Mitjà i Àfrica del Nord i se centrava en les dones àrabs i musulmanes. Per aquest programa televisiu, Salbia ha estat anomenada l'«Oprah de l'Orient Mitjà» i «La Veu d'Aràbia». El 2016, emeté The Zainab Salbi Project, una sèrie original amb Huffington Post. Com a amfitriona, tractà temes socials de diferents parts del món. Al febrer del 2018, presentà el programa de televisió PBS #MeToo, Now What?. La sèrie de cinc parts esbrinava com podria ocórrer un canvi positiu després de les seqüeles del moviment Me Too, i hi examinant qüestions de gènere, ètnia i classe social. Salbi hi va entrevistar la comentarista política Angela Rye, l'escriptora Ijeoma Oluo, l'activista Nadine Strossen i un exeditor del bloc de l'Alamo Drafthouse Cinema que havia estat acusat d'agressió sexual. El 2018, Salbi va presentar el programa de notícies de Yahoo! News Through Her Eyes with Zainab Salbi, centrat en els problemes mundials que afecten les dones.
Salbi és autora de les memòries de 2005 Between Two Worlds: Fuita from Tyranny: Growing Up in the Shadow of Saddam, que documenta la seua infantesa, la proximitat de la seua família a Saddam Hussein, el seu matrimoni concertat, la fugida de l'Iraq als Estats Units, els abusos del marit, i el començament de la seua carrera com a activista. Salbi és autora de l'assaig del 2006 The Other Side of War, que documenta històries de dones que han viscut guerres i desigualtats i han tingut èxit en la direcció comunitària i en els negocis. També és autora del llibre d'autoajuda del 2018 Freedom Is an Inside Job. El 2022, entrà en la plataforma en línia FindCenter i va començar a presentar el podcast Redefined.(5)

## Premis i reconeixements
El 1995, el president Bill Clinton honorà a Salbi a la Casa Blanca per la seua tasca humanitària i la definí com una «heroïna del segle XXI». La revista Time la nomenà Innovadora del Mes al març del 2005 i hi assenyalaren el seu treball com a filantropa. A l'abril del mateix any, Salbi rebé el premi Trailblazer de la revista Forbes. El 2012, fou una de les Dones de l'Any de Barclays. El 2011, li atorgaren un Premi al Lideratge Visionari del Festival Internacional d'Arts i Idees i The Guardian la classificà com una de les 100 millors dones activistes per la fundació de Women for Women International. Salbi fou considerada una dona àrab influent per Arabian Business, i una de les 100 pensadores globals del món pel Foreign Policy. Amb quasi 24.000 seguidors, la revista Fortune considerà Salbi una de les dones més influents en Twitter al 2014, i en destacà el treball humanitari feminista. Gulf Business la declarà una de les 100 àrabs més poderoses al 2019, i en destacà el treball en Women for Women International. Salbi fou seleccionada com a membre del jurat del Premi Humanitari Hilton el 2020 i 2021.
Té doctorats honoraris de la Universitat de York (2014), la Universitat George Mason (2019) i la Universitat de Glasgow (2019). Va rebre el premi Eleanor Roosevelt Val-Kill el 2019 pel seu treball d'escriptura i televisió per a promoure la consciència sobre els problemes que afecten les dones. El 2005, el Centre Blum per a l'Alleujament de la Pobresa de la Universitat de Califòrnia a Irvine li atorgà el Premi a la Seguretat Humana.

## Llibres
- Between Two Worlds: Escape from Tyranny: Growing Up in the Shadow of Saddam, 2005. ISBN 9781592401567. OCLC 948315384.[36]
- Hidden in plain sight: growing up in the shadow of Saddam.  Londres: Vision, 2006. ISBN 9781904132974. OCLC 768470387.
- «The Other Side of War: Women's Stories of Survival & Hope». National Geographic [Washington D. C.], 2006. OCLC: 150261088.
- If You Knew Me You Would Care.  Nova York: PowerHouse Books, 2012. ISBN 9781576876190. OCLC 920738001.
- Freedom Is an Inside Job: Owning Our Darkness and Our Light to Heal Ourselves and the World.  Sounds True, Incorporated, 2018. ISBN 9781683641773. OCLC 1077718721.